# St-Héracle (Balloy)

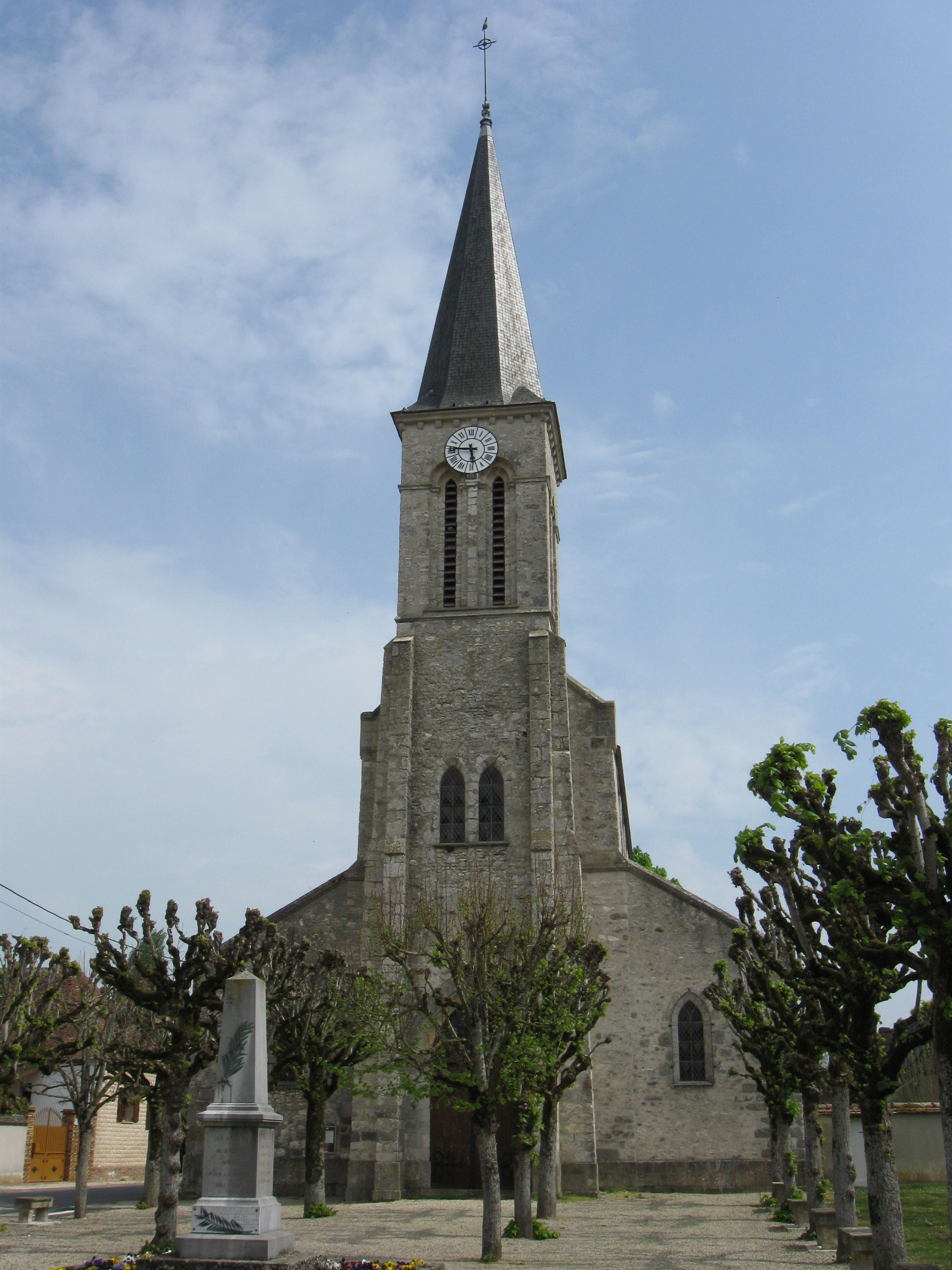
Kirche St-Héracle in Balloy, im Vordergrund das Kriegerdenkmal

Die katholische Kirche St-Héracle in Balloy, einer französischen Gemeinde im Département Seine-et-Marne in der Region Île-de-France, wurde 1863 errichtet. Die dem heiligen Héracle, Bischof von Sens, geweihte Kirche an der Place de la Mairie wurde an der Stelle eines Vorgängerbaus aus dem 14. Jahrhundert errichtet.
Der dreischiffige Bau aus heimischem Sandstein besitzt einen hohen Glockenturm mit Zeltdach an der Westfassade.
Von der Ausstattung ist nur eine Skulptur aus Kalkstein des Johannes des Täufers aus dem 14. Jahrhundert erwähnenswert. 